# Naked Gun 33⅓: The Final Insult
Naked Gun 33⅓: The Final Insult (Aonde É que Para a Polícia! 33⅓: O Insulto Final (título em Portugal) ou Corra que a Polícia Vem Aí! 33⅓: O Insulto Final (título no Brasil)) é um filme estadunidense de 1994, do gênero comédia, dirigido por Peter Segal.
É o terceiro e último filme da série The Naked Gun, baseado na série de televisão Police Squad!. O "33 ⅓" do título é uma referência à velocidade com que um LP faz seus registros fonográficos (discos de vinil). O filme originalmente deveria ser intitulado de Naked Gun 33 ⅓: Just for the Record, mas foi alterado após o estúdio temer que os espectadores não entendessem a "piada". Ele também teve o nome alternativo de The Naked Gun III: The Final Insult, de acordo com alguns trailers do filme no Natal de 1993.
Leslie Nielsen regressa interpretando o tenente Frank Drebin (seu personagem original de Police Squad!), junto com Priscilla Presley interpretando Jane Spencer, O.J. Simpson (em seu último trabalho como ator antes de ser julgado por assassinato) como Detetive Nordberg e George Kennedy como o capitão Ed Hocken. Os recém-chegados à série Fred Ward, Anna Nicole Smith, e Kathleen Freeman co-estrelam como um bando de terroristas incumbidos a realizar um atentado terrorista na festa do Óscar. Raye Birk reprisa seu papel como o vilão "Pahpshmir" de The Naked Gun: From the Files of Police Squad!.

## Enredo
Após os acontecimentos de The Naked Gun 2 ½, Frank Drebin decide retirar-se do Esquadrão de Polícia para se dedicar a sua nova vida de casado com sua esposa, Jane Spencer-Drebin. Apesar de Jane se mostrar feliz com a nova vida com seu amado, Frank sente saudades de seu emprego na polícia. Em meio a isso, Jane quer ter um filho, mas Frank não aceita alegando a sua esposa não estar preparado para ser pai ainda. 
Todavia, Frank acaba aceitando, escondido de Jane, ajudar seus velhos amigos da polícia, o chefe Ed Hocken e o detetive Nordberg em uma investigação. O Esquadrão de Polícia suspeita de que um terrorista muito conhecido, chamado Rocco Dillon, que localiza-se preso numa penitenciária, foi contratado por outro terrorista chamado Papshmir (que apareceu no primeiro filme) para realizar um atentado de extrema magnitude contra os Estados Unidos. Um contato importante, Tanya Peters, a namorada de Rocco, é uma outra suspeita da polícia. Frank Drebin é incumbido pelo esquadrão a se infiltrar na prisão onde Rocco está para descobrir quais seriam os planos dele. Depois de pegar uma falsa amizade com Rocco, Frank consegue alguns detalhes do que o criminoso pretende fazer. No entanto, a primeira parte da missão - por puro acidente - revela-se extremamente desgastante; Jane fica frustrada pela falta de vontade repentina de Frank a se envolver em seus relacionamentos amorosos e a moça descobre que ele está trabalhando na polícia novamente e decide abandoná-lo indo embora junto com uma amiga.
Frank e Rocco, já com uma "amizade fortíssima" na prisão, fogem da penitenciária cavando um buraco na cela onde dividem. Rocco combina com sua cúmplice e mãe, Muriel, que ela venha lhes buscar de carro para ajudar na fuga. Apesar da amizade feita, Rocco se recusa a entrar em mais detalhes sobre o plano com Frank, que tenta a todo custo pegar mais confiança possível do bandido para conseguir mais informações. Enquanto isso, Jane e sua amiga Louise decidem viajar de carro, mas Jane sente bastante falta de seu marido. Na estrada, Jane tenta ligar para sua casa para ver se Frank atendia o telefone, mas não obtém resposta. Aos prantos, Jane pega do bolso um lenço de papel azul onde Frank havia anotado o endereço da suspeita Tanya Peters e que seu marido (Frank), sem perceber, havia entregue a ela. Jane, então, decide ir até o tal endereço e acaba sendo descoberta pelos bandidos (e pelo próprio Frank), sendo mantida refém por Rocco e sua mãe. Frank garante a Jane que apenas é capaz de salvar a vida dela por enquanto, e, posteriormente, Rocco finalmente revela seu plano: o criminoso planeja explodir uma bomba na cerimônia do Óscar, com o detonador escondido no envelope com a nomeação de Melhor Filme e que será acionado quando o cartão, acoplado ao dispositivo, é puxado para fora do envelope.
Na noite da premiação, Frank e Jane conseguem finalmente se separarem da equipe de Rocco e freneticamente começam a procurar a bomba, com Frank interferindo desastrosamente na cerimônia a fim de evitar que qualquer envelope seja aberto. No entanto, o casal é incapaz de encontrar o detonador antes da divulgação do Melhor Filme. Quando Frank invade o palco desajeitadamente para tentar impedir a detonação da bomba, Rocco e sua mãe percebem a ação e o bandido mantém Jane refém sob a mira de uma arma. Frank acidentalmente mata a mãe de Rocco, Muriel, fazendo com que o delinquente tenha a ideia de se suicidar pela morte de sua mãe utilizando a bomba do envelope, pegando-a para si em seguida. Contudo, depois de uma intensa briga com tiroteios e golpes, Frank consegue libertar Jane do criminoso e consegue catapultar Rocco e a bomba para fora do salão da cerimônia; Rocco é levado com o envelope da bomba ainda em suas mãos ao céu até um avião onde está o seu comparsa Papshmir (que estava voando em torno do local da premiação) e o detonador explode no ar, matando os dois. Frank e Jane reatam novamente seu amor sob os aplausos do público, sendo assistido por telespectadores em todo o mundo. 
Nove meses depois, Frank e Nordberg correm para a ala da maternidade para gravarem o nascimento do filho de Frank. Por conta da pressa, Frank não percebe quando entram na sala errada. Vendo que o bebê é um tanto moreno, Frank acusa Nordberg de ter engravidado Jane e persegue-o enfurecido pelos corredores do Hospital. Ed sai de um outro quarto com Jane segurando o verdadeiro filho de Frank, que não percebe e continua correndo atrás de Nordberg encerrando o filme.

## Elenco
- Leslie Nielsen como Frank Drebin
- Priscilla Presley como Jane Spencer-Drebin
- George Kennedy como Capitão Ed Hocken
- O.J. Simpson como Detetive Nordberg
- Fred Ward como Rocco Dillion
- Kathleen Freeman como Muriel
- Anna Nicole Smith como Tanya Peters
- Ellen Greene como Louise
- Ed Williams como Ted Olsen
- Raye Birk como Papshmir
- Joe Grifasi como Diretor da transmissão de TV da Academia
- "Weird Al" Yankovic como ele mesmo

## Recepção

### Crítica
Os diretores do filme nos "comentários do DVD freqüentemente mencionam os comentários críticos". O filme fez muito bem nas bilheterias, no entanto, recebeu críticas mistas. Peter Rainer do Los Angeles Times deu notas altas para a seqüência de abertura, que parodiou The Untouchables, e o clímax no Oscar, mas sentiu que meio foi sem inspiração, e que o filme em geral teve muito pouco de enredo e confiou demais em comédia sem os elementos românticos ou ação dos filmes anteriores. Outros achavam que o humor era fraco e muito semelhante ao dos filmes anteriores. O filme tem uma classificação de 53% no Rotten Tomatoes.
Os diretores afirmam no DVD que teria agradado a alguns críticos ao pararem o filme após os créditos de abertura. Chris Hicks é um exemplo de um crítico antipático do filme, que deu ao filme uma classificação de duas estrelas. Roger Ebert era mais simpático e deu ao filme três estrelas, a mesma classificação que havia dado a The Naked Gun 2 ½.

### Bilheteria
De acordo com o site Box Office Mojo, The Final Insult arrecadou mais US$ 51 milhões só nos Estados Unidos, contra um custo de produção de US$ 30 milhões. Foi a menor receita da série The Naked Gun. Ainda assim, a comédia conseguiu alcançar o primeiro lugar em seu primeiro fim de semana nos Estados Unidos.

### Premiações
O filme recebeu duas nomeações ao Framboesa de Ouro, Pior Ator Coadjuvante para O.J. Simpson e Pior Nova Estrela para Anna Nicole Smith.